# أوسكار براشير
أوسكار براشير (بالإنجليزية: Oscar Brashear)‏ هو عازف جاز أمريكي، ولد في 18 أغسطس 1944 في شيكاغو في الولايات المتحدة.

## وصلات خارجية
- أوسكار براشير على موقع IMDb (الإنجليزية)
- أوسكار براشير على موقع ميوزك برينز (الإنجليزية)
- أوسكار براشير على موقع أول ميوزيك (الإنجليزية)
- أوسكار براشير على موقع ديسكوغز (الإنجليزية)